# 少年劍道王直角
《少年劍道王直角》，港譯《劍道小子弊傢伙》是在富士電視台於每週星期六的18點30分 - 19點00分所播映的Studio Pierrot製作的日本電視動畫作品，改編自日本漫畫家小山由的原作漫畫作品。自1991年1月5日播至同年1991年10月12日，全36話。

## 概要
本作品是在小學館的《少年Sunday》上，自1973年45號到1976年17號期間所連載的作品，並於1991年1月5日改編為同名動畫播放。
幕末時代的長州藩為舞台。天下的名門・荻明倫館的學生・石垣直角（いしがき ちょっかく）與直角的家人・還有夥伴間展開的痛快時代劇喜劇。是小山的處女作的作品。

## 登場人物
石垣直角（配音員：坂本千夏）
這個故事的主角。在作為武士的藩內最低等的門戶，不過卻受到前來要他來私塾的講師的強力推薦，就前往明倫館上學。矮小的體格，為了彌補其不足但身手卻很敏捷。不但如此還擅長用其劍的軌道把彎曲的東西都弄成直角的直角斬，在武藝方面是以沒有出錯的實力而驕傲。
年幼時期來自爹教導「所謂的武士道不彎曲而是直角」的教悔，因此受到前述的引響而做出直角斬，因此對於所有事物都有作為直角動向的僻好。
「石垣直角」這個名字是，小山由來自Studio Ship獨立的時候小池一夫為他餞行時小池的「御用牙」的登場人物讓給小山。「御用牙」的石垣直角是個成年武士如同字面那樣是非常謹慎的人物，與本作品有很大的不同。
貴衫純（配音員：折笠愛）
生在藩內的高貴身分的少女。當初看不起直角（說了明倫館劍道社），與直角對決後失敗而承認了他的實力，在那之後她成為對明倫館劍道社的支助者。
照正說出她是「我的未婚妻」這樣的話來，不過她對直角有所好感，因此讓照正產生了嫉妒心，也是初期照正對直角敵視的一個原因。
石垣子太夫（配音員：青野武）
直角的爹。對於直角不斷引起的糾紛而感到操心，不論發生什麼事都有切腹的打算。
石垣香苗（配音員：瀧澤久美子）
直角的娘。對於事事禁止主義傾向的子太夫不同，對直角是好意的。
綾乃（配音員：大谷育江）
名字只有在動畫版。是直角在鎮上的一個朋友，原本名字沒被設定，但是動畫版被設定了。
在動畫版是直角的青梅竹馬的少女設定而登場。住在直角家的附近。
鄉慎太郎（配音員：子安武人）
比直角大一年的學長。當初是月形的部下的不良少年，然後經過兩次敗給直角後和他締結友情，在其後成為很好的理解人。
月形（配音員：二又一成）
比直角大兩年的學長，直角入學當初是支配明倫館不良小組的領導人。有著傍若無人的高傲個性，在第一次敗給直角的直角斬後，為了破其招而努力鍛鍊的努力者。在吃了第二次敗給後在進行的大門學園的武藝大會的看了直角的活躍後承認了他的實力，買下並設立荻明倫館劍道社的一人。
北條照正（配音員：田中真弓）
祖先是代代擔任城代家老的北條的孫子。從小被爺爺溺愛而成長，因此個性非常任性。在長崎受到蘭學的引響到西洋引響的關係，穿著著西服。但是關於對西洋的知識總是用在奇怪的地方。
當初他討厭比自己還有人氣的直角，做任何事都很討厭，但在被直角做為「朋友」的態度所打動而敞開心扉。
細刈（配音員：緒方賢一）
直角的班上的授課老師。
立花薰（配音員：大平透）
現代的城代家老。本來不是高門戶出身的，不過被總角之交北條所推崇而擔任家老職。平常有著認真的態度，實際上是相當搞笑的人士。
在直角以外是唯一，會做直角擅長的臉藝（把手腕放在後面交叉然後張大眼睛和嘴巴）的鬼臉來。
北條（配音員：永井一郎）
前前代的城代家老。對兒子照定給與斯巴達教育但對照正的的態度不同，他對照正是很溺愛的養育者他。
對直角就像自己對立花一般，信賴照正並對他有所期待。
尼古丁（Nicotine，配音員：松本梨香）
直角在鎮上的一個朋友。動畫版的名字是尼古平（Nicopine）。
旁白（Narrator，配音員：西村知道）
本故事的解說員。擔任解說故事的部分。

## 主題歌
- 片頭曲「學問的麻雀」(第1話~第36話)
  - 作詞：森雪之丞、作曲：本間勇輔、編曲：村松邦男、歌：BG4 Special
- 片尾曲「不討厭是不需要的」(第1話~第36話)
  - 作詞：森雪之丞、作曲：本間勇輔、編曲：村松邦男、歌：BG4 Special

※收錄曲子全由波麗佳音發售。

## 標題播映表
| 話數 | 日本副標題                 | 中文副標題                 | 播映日         | 腳本       | 分鏡            | 演出     | 作畫監督      |
| ---- | -------------------------- | -------------------------- | -------------- | ---------- | --------------- | -------- | ------------- |
| 1    | 石垣直角、ただ今参上！     | 石垣直角，現在參見！       | 1991年1月5日   | 小山高生   | 案納正美        | 小柴純弥 | 川端宏        |
| 2    | 見えた！直角斬りの弱点!?   | 看見了！直角斬的弱點！？   | 1991年1月12日  | 星山博之   | 高橋資祐        | 水野和則 | 高橋資祐      |
| 3    | たえろ直角！父との約束     | 忍耐直角！與爹的約定       | 1991年1月19日  | 富田祐弘   | 橫山廣行        | 橫山廣行 | 增谷三郎      |
| 4    | 爆発!怒りの直角斬り!!      | 爆發！憤怒的直角斬！       | 1991年1月26日  | 菅良幸     | 榎本明廣        | 小柴純彌 | 阿部正己      |
| 5    | 謎の転校生あらわる！       | 神秘的轉學生出現了！       | 1991年2月2日   | 遠藤明範   | 望月智充        | 水野和則 | 川端宏        |
| 6    | 郷無残！指月ヶ原の決闘     | 鄉破戒！指月原的決鬥       | 1991年2月9日   | 小山高生   | 安藝則雄        | 小柴純彌 | 增谷三郎      |
| 7    | あかされた瞳くんの秘密     | 真相大白之瞳的秘密         | 1991年2月16日  | 西紀寺史雄 | 高橋資祐        | 西浦哲   | 高橋資祐      |
| 8    | しくまれた武芸大会         | 被籌劃的武藝大會           | 1991年2月23日  | 星山博之   | 阿部紀之        | 阿部紀之 | 阿部正己      |
| 9    | 大進撃！直角斬り!!         | 大進攻！直角斬！！         | 1991年3月2日   | 富田祐弘   | 橫山廣行        | 橫山廣行 | 增谷三郎      |
| 10   | 結成!萩明倫館剣道部        | 組成！荻明倫館劍道社       | 1991年3月9日   | 西紀寺史雄 | 小柴純彌        | 小柴純彌 | 川端宏        |
| 11   | 長崎がえりの照正くん!!     | 長崎回來的照正！！         | 1991年3月16日  | 菅良幸     | 水野和則        | 水野和則 | 增谷三郎      |
| 12   | 直角苦戦!馬上の敵!!        | 直角苦戰！馬上的敵人！！   | 1991年3月23日  | 小山高生   | 安藝則雄        | 伊東政雄 | 增谷三郎      |
| 13   | 直角あやうし！照正との決闘 | 直角危險！與照正的決鬥     | 1991年3月30日  | 富田祐弘   | 橫山廣行        | 橫山廣行 | 川端宏 岸義之 |
| 14   | 父上仰天！じゃん様が家に?  | 爹吃驚！純小姐在家裡？     | 1991年4月6日   | 星山博之   | 榎本明廣        | 上田茂   | 榎本明廣      |
| 15   | 照正びっくり！学校で大特訓 | 照正吃驚！在學校的大特訓   | 1991年4月13日  | 菅良幸     | 高橋資祐        | 水野和則 | 高橋資祐      |
| 16   | 父には言えない直角の悩み   | 不能向爹說的直角的煩惱     | 1991年4月20日  | 小山高生   | 安藝則雄        | 伊東政雄 | 增谷三郎      |
| 17   | 負けるな直角！すもう大会   | 不要輸呀直角！相撲大會     | 1991年5月4日   | 西紀寺史雄 | 小紫純彌        | 小紫純彌 | 川端宏        |
| 18   | 照正迷惑！友情の押し売り   | 照正迷惑！友情的強行逼迫   | 1991年5月11日  | 富田祐弘   | 橫山廣行        | 橫山廣行 | 增谷三郎      |
| 19   | 照正ショック！母のぬくもり | 照正嚇到！娘的溫暖         | 1991年5月18日  | 西紀寺史雄 | 貞光紳也        | 上田茂   | 榎本明廣      |
| 20   | えーっ!?照正くんのご学友？ | 咦！？照正是校友？         | 1991年6月1日   | 菅良幸     | 安藝則雄        | 小紫純彌 | 川端宏        |
| 21   | 大さわぎ！夜の北条家       | 大騷動！夜晚的北條家       | 1991年6月8日   | 菅良幸     | 水野和則        | 水野和則 | 增谷三郎      |
| 22   | 友情を知った照正くん       | 知道友情的照正             | 1991年6月15日  | 菅良幸     | 貞光紳也        | 伊東政雄 | 大西雅也      |
| 23   | これが西洋のお正月？       | 這是西洋的新年？           | 1991年6月22日  | 立川元教   | 高橋資祐        | 水野和則 | 高橋資祐      |
| 24   | 細刈先生の大ピンチ！       | 細刈老師的大危機！         | 1991年6月29日  | 小山高生   | 榎本明廣        | 上田茂   | 榎本明廣      |
| 25   | 直角フラフラ、試験勉強!!   | 直角搖晃搖晃，準備考試！！ | 1991年7月6日   | 立川元教   | 橫山廣行        | 橫山廣行 | 增谷三郎      |
| 26   | 落弟、謹慎、そして退学？   | 落榜、謹慎、然後是退學？   | 1991年7月13日  | 西紀寺史雄 | 小柴純彌        | 小柴純彌 | 大西雅也      |
| 27   | 父激怒！武士道精神とは?!   | 爹發怒！所謂武士道精神？！ | 1991年8月3日   | 富田祐弘   | 水野和則        | 水野和則 | 川端宏        |
| 28   | 照正が知った祖父の本心!!   | 照正知道爺爺的真心！！     | 1991年8月10日  | 小山高生   | 榎本明廣        | 上田茂   | 榎本明廣      |
| 29   | えーっ?!照正くんが城代に？ | 咦？！照正是城代？         | 1991年8月17日  | 西紀寺史雄 | 高橋資祐        | 岡尾貴洋 | 高橋資祐      |
| 30   | 直角登城！照正くんを救え!! | 直角登城！去救照正！！     | 1991年8月24日  | 立川元教   | 橫山廣行        | 橫山廣行 | 增谷三郎      |
| 31   | 城下騒然！照正くん大暴れ!! | 城下騷動！照正大暴動！！   | 1991年9月7日   | 菅良幸     | 高橋資祐        | 水野和則 | 大西雅也      |
| 32   | 照正、涙の幼年時代         | 照正，流淚的年幼時代       | 1991年9月14日  | 星山博之   | 小柴純彌        | 小柴純彌 | 川端宏        |
| 33   | なぜだ!?直角がお仕置きに？ | 為什麼！？直角被懲罰？     | 1991年9月21日  | 富田祐弘   | 榎本明廣        | 上田茂   | 榎本明廣      |
| 34   | ふみだせ！名城代への第一歩 | 邁向！前往名城代的第一步   | 1991年9月28日  | 小山高生   | 橫山廣行        | 橫山廣行 | 增谷三郎      |
| 35   | 照正くんのまんじゅう騒動   | 照正的包子騷動             | 1991年10月5日  | 西紀寺史雄 | 水野和則        | 水野和則 | 川端宏        |
| 36   | 直角おてがら！山賊たいじ   | 直角的功勞！消滅山賊       | 1991年10月12日 | 小山高生   | 小紫純彌 上田茂 | 上田茂   | 榎本明廣      |

### 影像軟體化
2005年4月，收錄全36話的DVD9盒組的DVD-BOX是由icf發售。把本作品的影像商品化，這是第一次。

## 外部連結
- （日語） 少年劍道王直角